# Aaron Wan-Bissaka
Aaron Wan-Bissaka (ur. 26 listopada 1997 w Croydon) – angielski piłkarz kongijskiego pochodzenia, występujący na pozycji obrońcy w angielskim klubie West Hamie United. Były młodzieżowy reprezentant Anglii i Demokratycznej Republiki Konga.

## Kariera
29 czerwca 2019 roku podpisał pięcioletni kontrakt z opcją przedłużenia o kolejny rok z Manchesterem United. W nowym klubie zadebiutował 11 sierpnia 2019 roku w wygranym 4:0 meczu przeciwko Chelsea, rozgrywając całe spotkanie. Swoją pierwszą bramkę w karierze strzelił 17 października 2020 roku w wygranym 1:4 meczu przeciwko Newcastle United.
13 sierpnia 2024 roku przeszedł do West Hamu United.

## Statystyki

### Klubowe
(aktualne na dzień 13 sierpnia 2024)
| Klub               | Sezon              | Liga               | Liga | Liga | Puchar kraju | Puchar kraju | Puchar ligi | Puchar ligi | Europa | Europa | Inne | Inne | Suma | Suma |
| Klub               | Sezon              | Liga               | M    | B    | M            | B            | M           | B           | M      | B      | M    | B    | M    | B    |
| ------------------ | ------------------ | ------------------ | ---- | ---- | ------------ | ------------ | ----------- | ----------- | ------ | ------ | ---- | ---- | ---- | ---- |
| Crystal Palace     | 2017/18            | Premier League     | 7    | 0    | 0            | 0            | 0           | 0           | –      | –      | –    | –    | 7    | 0    |
| Crystal Palace     | 2018/19            | Premier League     | 35   | 0    | 1            | 0            | 3           | 0           | –      | –      | –    | –    | 39   | 0    |
| Manchester United  | 2019/20            | Premier League     | 35   | 0    | 2            | 0            | 4           | 0           | 5      | 0      | –    | –    | 46   | 0    |
| Manchester United  | 2020/21            | Premier League     | 34   | 2    | 3            | 0            | 2           | 0           | 15     | 0      | –    | –    | 54   | 2    |
| Manchester United  | 2021/22            | Premier League     | 20   | 0    | 0            | 0            | 0           | 0           | 6      | 0      | –    | –    | 26   | 0    |
| Manchester United  | 2022/23            | Premier League     | 19   | 0    | 4            | 0            | 5           | 0           | 6      | 0      | –    | –    | 34   | 0    |
| Manchester United  | 2023/24            | Premier League     | 22   | 0    | 4            | 0            | 1           | 0           | 3      | 0      | –    | –    | 30   | 0    |
| West Ham United    | 2024/25            | Premier League     | 0    | 0    | 0            | 0            | 0           | 0           | –      | –      | –    | –    | 0    | 0    |
| Ogólnie w karierze | Ogólnie w karierze | Ogólnie w karierze | 172  | 2    | 14           | 0            | 15          | 0           | 35     | 0      | 0    | 0    | 236  | 2    |

## Sukcesy
Manchester United
- Puchar Anglii: 2023/2024
- Puchar Ligi: 2022/2023